# Kannamedi, Pavagada
Kannamedi là một làng thuộc tehsil Pavagada, huyện Tumkur, bang Karnataka, Ấn Độ.